# Munich Challenger 1993
Il Munich Challenger 1993 è stato un torneo di tennis facente parte della categoria ATP Challenger Series nell'ambito dell'ATP Challenger Series 1993. Il torneo si è giocato a Monaco di Baviera in Germania dal 25 al 31 ottobre 1993 su campi in sintetico indoor.

## Vincitori

### Singolare
Martin Damm ha battuto in finale  Sébastien Lareau con il punteggio di 6–3, 6–1

### Doppio
Sander Groen /  Arne Thoms hanno battuto in finale  Jon Ireland /  John Yancey con il punteggio di 6–3, 6–3